# Cuộc chinh phục miền nam Ý của người Norman

Vương quốc Sicily (màu xanh) vào năm 1154, kết quả cuộc chinh phục của người Norman trên đất Ý

Người Norman chinh phục miền nam Ý trong gần hết thời thế kỷ 11, với nhiều trận chiến và nhiều thủ lĩnh độc lập, chiếm lĩnh các vùng đất làm lãnh địa riêng của mình. Chỉ mãi về sau này, các lãnh địa đó mới thống nhất lại thành Vương quốc Sicilia, bao gồm không chỉ đảo Sicilia, mà cả 1/3 bán đảo Ý, (ngoại trừ Benevento, thành phố mà họ chiếm đóng hai lần), cũng như quần đảo Malta và một phần Bắc Phi.
Các nhóm cướp người Norman di cư, nhanh chóng làm quen với miền Nam Ý với tư cách lính đánh thuê cho nhiều phe nhóm Lombard và Byzantine, báo tin về nhà với đồng bào của họ về cơ hội tốt ở miền Địa Trung Hải. Các nhóm chiến binh hiếu chiến này tập trung ở nhiều nơi, dần thiết lập thái ấp và lãnh thổ của riêng mình; họ liên kết với nhau và tự tuyên bố "độc lập" chỉ trong vòng 50 năm kể từ khi họ đặt chân lên vùng đất này.
Khác với cuộc chinh phục nước Anh của người Norman năm 1066, vốn diễn ra chỉ trong vài năm, sau một trận chiến quyết định, cuộc chinh phục miền Nam Ý là kết quả của hàng chục năm chinh phục và nhiều trận đánh, chỉ một số trận có tính quyết định. Các lãnh thổ này bị chinh phục một cách độc lập với nhau, và chỉ mãi sau này mới thống nhất thành một vương quốc. So với cuộc chinh phục Anh quốc, cuộc chinh phục miền Nam Ý hoàn toàn không có kế hoạch và không có tổ chức, nhưng cũng thành công một cách bền vững.